# Šumavské Hoštice
Obec Šumavské Hoštice (německy Huschitz) se nachází v okrese Prachatice, kraj Jihočeský, zhruba 7,5 km východně od Vimperka a 10 km zsz. od Prachatic. Leží při horním okraji Šumavského podhůří (podcelek Vimperská vrchovina, okrsek Bělečská vrchovina), asi 6,5 km severovýchodně od hory Boubín. Obcí probíhá hranice CHKO Šumava. Žije zde 415 obyvatel.

## Části obce
Pod správu místního obecního úřadu spadají části obce:
- Šumavské Hoštice
- Kosmo
- Škarez 2.díl
- Vojslavice

V severní části obce leží také samota Nedvídkov.
V letech 1850–1920 a v letech 1961–1990 k obci patřila i Vyšovatka, v letech 1961–1990 Včelná pod Boubínem a od 30. dubna 1976 do 31. prosince 1992 také Žárovná.

## Historie
První písemná zmínka o obci pochází z roku 1352.

## Pamětihodnosti
- Kostel svatého Filipa a Jakuba z let 1749–1751, vystavěný barokně podle plánů A. E. Martinelliho[5]
- Vekovská usedlost z poloviny 19. století, dílo Jakuba Bursy[6]
- Lípa u Machova mlýna

## Obecní aktivity
Obec je členem mikroregionu Vlachovo Březí, místní akční skupiny Chance in Nature se sídlem v Malenicích a Sdružení místních samospráv ČR.
Je též jedním z východisek turistických tras na Boubín.

## Doprava
Obec leží blízko silnice II/145, která vede z Petrovic u Sušice přes Vimperk a Prachatice do Češnovic a která se ve Vimperku křížuje se silnící I/4 (Praha – Strakonice – Vimperk – Strážný).

## Osobnosti
- Václav Eller (1917–1942), komunista a protinacistický odbojář
- Václav Gajer (1923–1998), režisér a scenárista

## Galerie

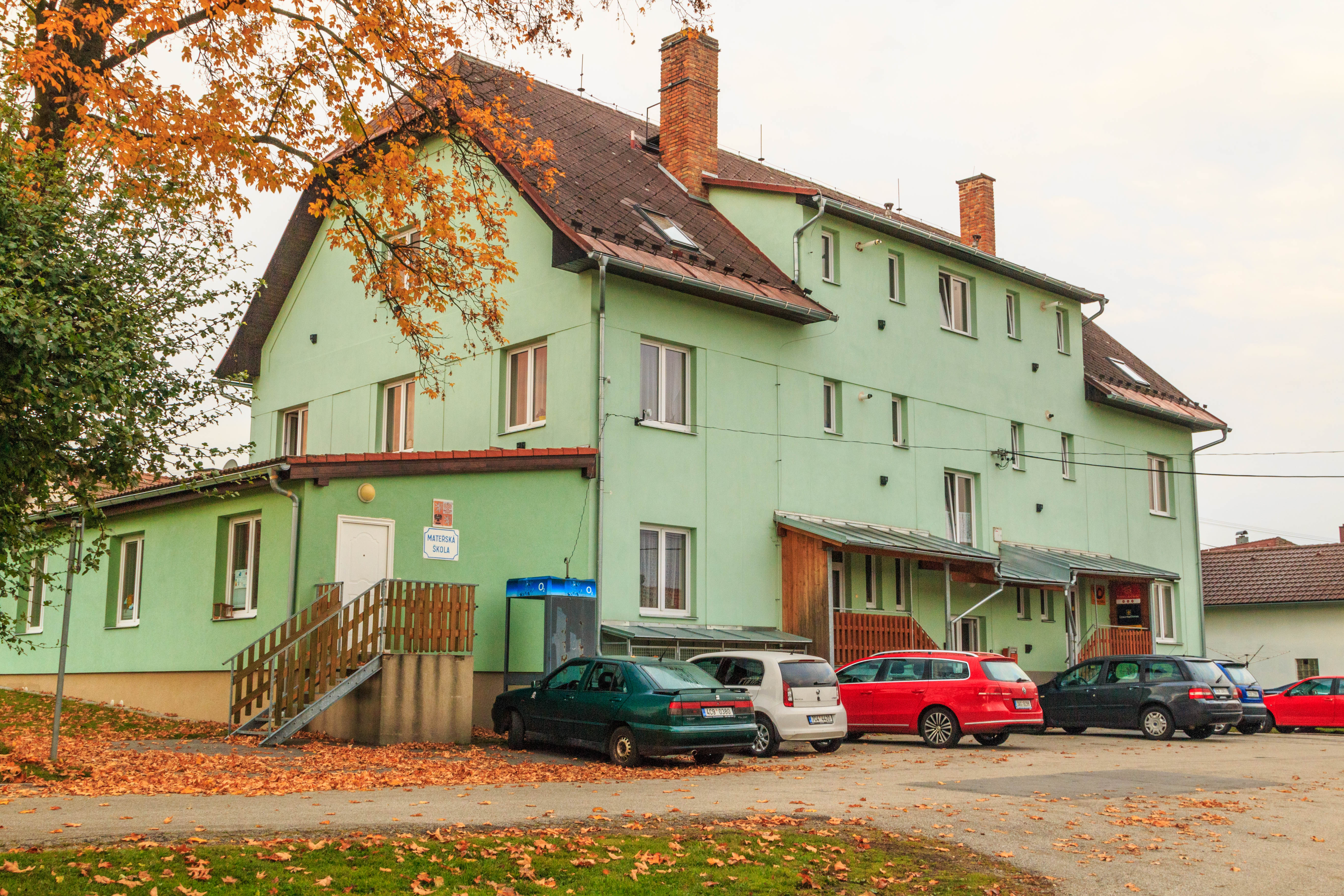
mateřská škola
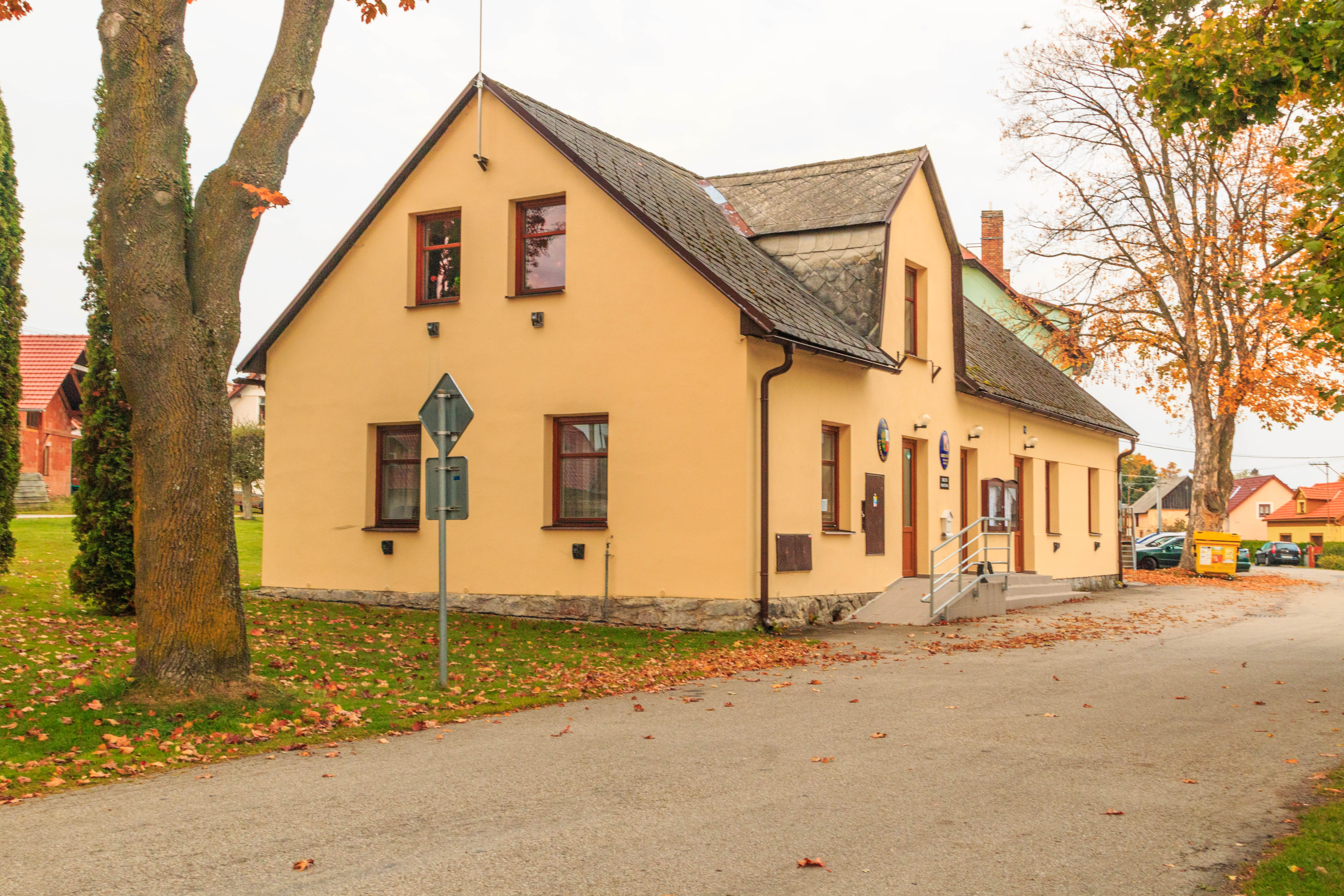
obecní úřad
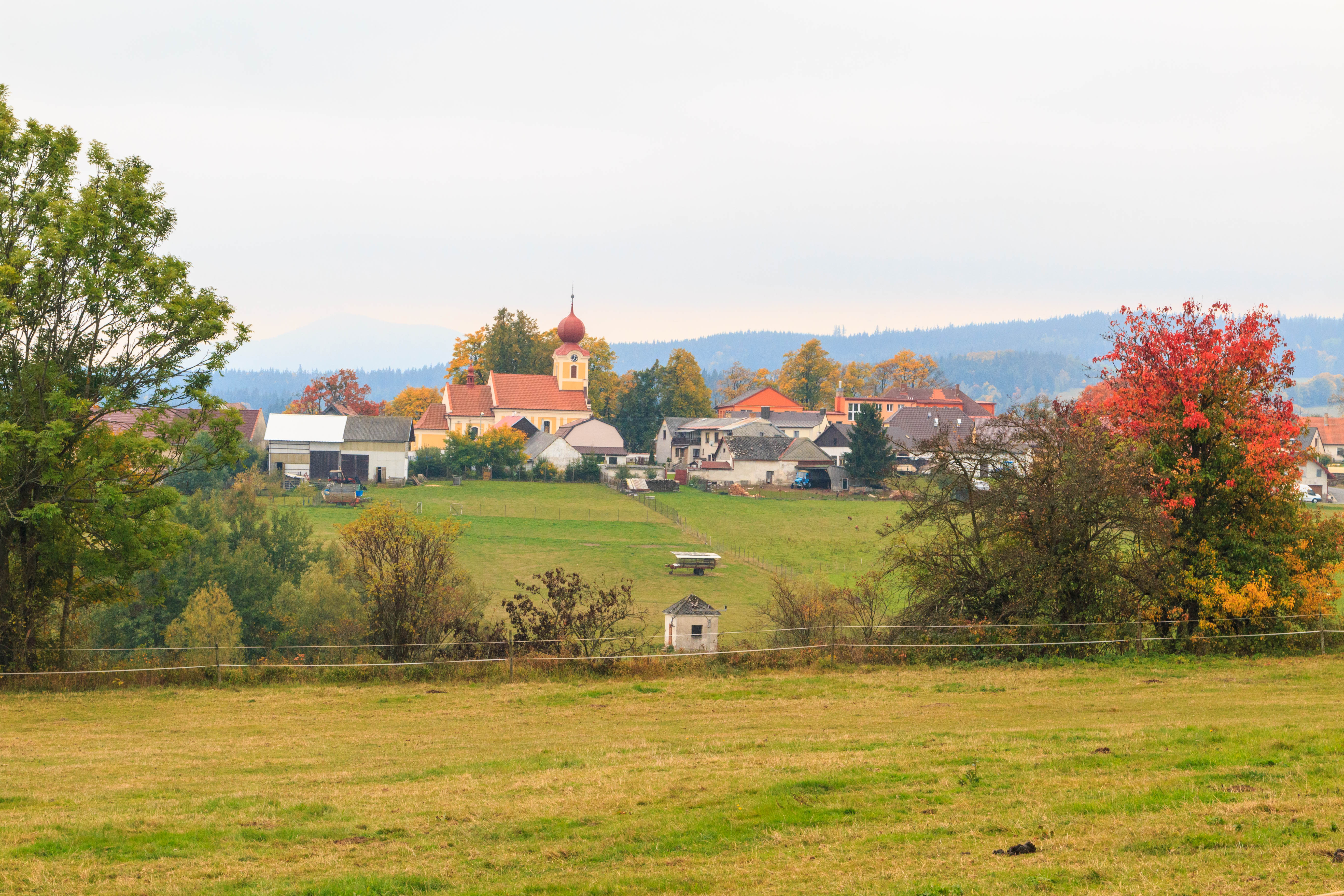
Šumavské Hoštice ze silnice od Kosma
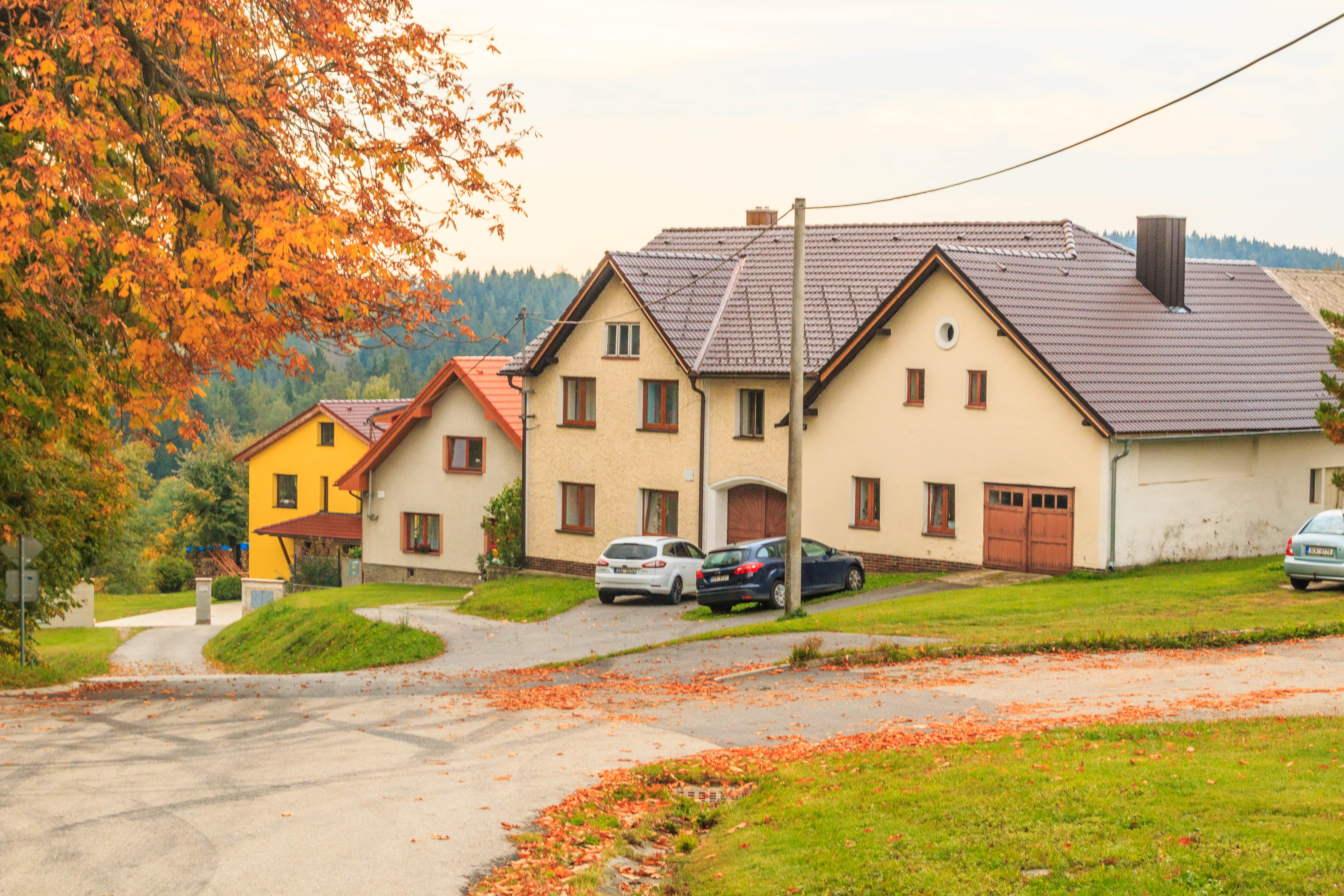
dům čp. 31